# Димовци (област Стара Загора)
 За другото българско село вижте Димовци (Област Велико Търново).  
Димовци е село в Южна България. То се намира в община Гурково, област Стара Загора.

## География
Село Димовци се намира в полите на Стара планина в Подбалкана, на 2 км западно от началото на Прохода на републиката. Димовци е общо наименование на 5 отделни махали (Димовци, Дворище, Брестова, Червени попове и Жерговец), разположени на 2 – 3 км една от друга. Махала Червени попове може да се срещне в регистрите като Жълтопоп, а махала Жерговец от 1962 или 1963 година не се обитава от нито един жител.

## История
Според преданията село Димовци е заселено от чобан (овчар, пастир) Димо, според някой дошъл от Новозагорските села, според други от село Кулапчии (днешно Гурково, обл. Стара Загора), а според трети от селище намирало се северно от сегашното село Дъбово, Старозагорско. Друго предание разказва, че е заселено от богати българи, избягали от Търновград при завземането му от турците. Има и предположение че тук са се заселили много от богомилите, изгонени от Търновград. Застъпниците на последното предание се позовават на отсъствието на църкви във всичките пет махали. Не на последно место битува и преданието, че когато след превземане на Търновград, турците подкарали по-младите жители към Мала Азия (Анадол, Анатолия), двама братовчеди, носещи името Димо, успяват да избягат от кервана и поставят началото на две селища с името Димовци, едното в полите на Стара планина и недалеч от днешното Гурково, другото в сред Стара планина и близо до Вонеща вода.  Трудно е да се каже кое от преданията е най-достоверно, но много е вероятно заселването да е станало от Търновград, защото според спомените на някой възрастни жители, в Димовци са преобладавали хората с аристократични нрави и природна интелегентност. Освен това  говорът на хората от Димовци е много по различен от говора на тези от Гурково, Дъбово, Ветрен и други селища от равнината и много по сходен с говора на хората от Вел. Търново. Името Димовци и по точно окончанието "вци" също говори за произход откъм  Търновград . Около Велико Търново повечето селища в името си също имат окончанието "вци", докато тези на юг от с. Димовци завършват на  "ий" - например Кулапчий, Чанакчий, Балабанлий, Лаханлий и др.
Недалеч от махала Димовци на 3 – 4 км. североизточно се намират местността Ключа и местността Градището. В тези две местности през турско присъствие са били изградени каменни укрепления за защита на Хаин Боаз. В местността Ключа укреплението е разположено на най-високото место, на около 2 км. от Хаин Боаз, има дъгообразна форма и най-вероятно е било оръдейна позиция. В местността Градището укреплението е разположено на около 100 метра над самия път Хаин Боази е дълго около 80 метра. Тук най-вероятно са се разполагали стрелците. Това укрепление е известно сред околното население под наименованието Дувара.
На около два километра на юг от тези две укрепления и на толкова на изток от с. Димовци в местността Болярски ливади, според преданието, е станала срещата между Иван Шишман и османския владетел Мурад. Там била уговорена женитбата на сестра му Мара със султана.

## Религии
В цялата история на село Димовци не е известно да са живели други народности освен българи, изповядващи християнска вяра. Нещо повече има предание че това селище е заселено от богомили. В подкрепа на последното може да се изтъкне факта че не е запомнено в някоя от махалите на с. Димовци да е имало църква.

## Бележити личности
Цвятко Караджето (Караджов) – хайдутин (https://voivodi.eu/vojvodi/genco-vojvoda/ ), (https://chitanka.info/text/23002-tyteni/15)      .
Роден около 1800 г. в с. Димовци, хайдутувал 7 – 8 години с войвода Генчо Къргов от Колупчии (днешно Гурково, обл. Стара Загора), Генчо Веранов – байрактар от Колупчии (днешно Гурково, обл. Стара Загора), Кольо Папареца от Конаре, Петко Кортенчето, Димо Ялъмов от габровските колиби, Радой Караколев от Корен, Васил Пачата от Твърдица и други.
Цвятко Караджето се връща през 1831 г. на 32 години в с. Димовци от хайдутлук, но нямало мома като за него. По това време се женели на възраст 18 – 20 години. Затова той дава всичките си пари, добити от хайдутлука, за построяване не училище в Димовци, като помолил брат си Тодор да кръсти първият си наследник или наследничка на неговото име. В 1832 г. се родило момиче. Кръстили го Цона (първата буква на Цвятко). Наследници на хайдутина Цвятко Караджето и наследницата му Цона са от Бумбалския род.